# Institut für Gesundheit und Verbraucherschutz
Das Institut für Gesundheit und Verbraucherschutz (englisch: Institute for Health and Consumer Protection, JRC-IHCP) ist ein Forschungsinstitut der Gemeinsamen Forschungsstelle. Diese europäische Einrichtung ist eine Abteilung der Europäischen Kommission.
Das Institut ist tätig in den Bereichen Nahrungsmittel, Verbraucherprodukte, Chemikalien und öffentliche Gesundheit und verfasst Bewertungen in diesen Themenfeldern. Es unterstützt Normungs- und Harmonisierungaktivitäten auf diesen Gebieten in Zusammenarbeit mit anderen internationalen Institutionen. Eine große Zahl öffentlich zugänglicher Datenbanken wird vom Institut gepflegt.
Das JRC-IHP mit seinen ca. 270 Beschäftigten (Stand: 2014) hat seinen Sitz im italienischen Ispra und wird seit 2013 geleitet von Krzysztof Maruszewski.